# Гаудримас, Юозас
Юо́зас Ка́зио Га́удримас (лит. Juozas Gaudrimas; 7 ноября (20 ноября) 1911, Урвиняй, Сувалкская губерния, Царство Польское, Российская империя, ныне Литва — 3 декабря 1994, Вильнюс, Литва) — советский литовский музыковед, композитор и педагог. Академик АН Литвы (1972).

## Биография
В 1929–1933 годах учился на филологическом факультете Университета Витовта Великого. В 1939 году окончил Каунасскую консерваторию по классам гобоя (Пауляус Шуберто) и военного дирижирования (Эмерикас Гайлявичюс). В 1935—1954 годах работал в симфонических оркестрах радио, филармонии и Литовского театра оперы и балета. С 1945 года преподавал в Вильнюсской консерватории, с 1953 года — заведующий кафедрой истории музыки, с 1965 года — профессор. Член КПСС с 1958 года.

## Музыковедческие работы
- Iš lietuvių muzikinės kulturos istorijos, kn. 1-3. — Vilnius, 1958-67.  (лит.)
- Lietuvių tarybinė musika. — Vilnius, 1960.  (лит.)
- Tarybu Lietuvos kompozitorial ir muzikologai. — Vilnius, 1971.  (лит.)
- Литовская ССР. — M., 1956, 1957. (серия «Музыкальная культура союзных республик»)
- Музыкальная культура Советской Литвы. 1940—1960. — Л., 1961.
- М. К. Чюрленис. — Вильнюс, 1965. (с Аугустинасом Савицкасом)  (лит.),  (рус.)
- Из истории литовской музыки. 1861—1917. — т. 1, М., 1964, т. 2, Л., 1972.
- Композиторы и музыковеды Советской Литвы. — Вильнюс, 1978. (перевод на русский перевод книги 1971 года)
- В. Dvarionas. — Vilnius, 1982. (составитель сборника)  (лит.)
- Muzikologijos baruose. — Vilnius, 1985.  (лит.)

## Награды
- 1965 — Заслуженный деятель искусств Литовской ССР
- 1968 — Государственная премия Литовской ССР